# Comuna Ozereanî, Varva
Ozereanî (în ucraineană Озеряни) este o comună în raionul Varva, regiunea Cernihiv, Ucraina, formată din satele Berizka, Ozereanî (reședința) și Tonka.

## Demografie
Componența lingvistică a comunei Ozereanî
     Ucraineană (98,59%)
     Rusă (1,14%)
     Alte limbi (0,14%)
Conform recensământului din 2001, majoritatea populației comunei Ozereanî era vorbitoare de ucraineană (98,59%), existând în minoritate și vorbitori de rusă (1,14%).